# Terkel in Trouble
Terkel in Trouble (dänisch: Terkel i knibe) ist ein dänischer Animationsfilm, welcher trotz seiner kindischen Charaktere eher für ein erwachsenes Publikum gedacht ist. Der Film wurde ins Norwegische, Schwedische, Niederländische, Englische, Deutsche, Italienische, Ukrainische, Russische und Ungarische übersetzt.
Produziert wurde er von Nordisk Film und animiert von Studio A. Film.

## Handlung
Terkel ist ein normaler Junge, welcher die Klasse 7a besucht, zusammen mit seinem besten Freund Jason, der immer ein Eisenrohr mit sich trägt. Terkel und Jason spielen mit einem Game Boy auf dem Schulhof, als eines Tages ein komischer Mann in einem grünen Panda-Pullover, welcher sich als Gunnar vorstellt, sie anspricht und ihnen mitteilt, dass Terkel sich gerade auf eine Spinne gesetzt hat, worauf Terkel entgegnet: „Ach das macht doch nix, ist nur ne Jeans, kann man waschen.“ Und der Albtraum beginnt…
Terkels Lehrerin verunglückt tödlich und der neue Lehrer der Klasse ist der komische Gunnar.
Terkels Eltern heiraten und die beiden „bösen Jungs“ aus seiner Klasse, Sten und Saki, überreden Terkel, Bier für sie zu klauen. Als Terkels Onkel Stuart dies bemerkt, verprügelt er Sten und Saki, wofür sie Terkel verantwortlich machen, weshalb sie anfangen ihn zu mobben und keiner scheint ihm helfen zu wollen.
Eines Tages überreicht das übergewichtige Mädchen aus der Klasse, Dorit, Terkel einen Liebesbrief. Als Sten und Saki das bemerken, nennen sie die beiden ein Liebespaar. Terkel ist hin- und hergerissen: er möchte Dorit verteidigen, aber stattdessen, um sein Gesicht vor den Jungen zu bewahren, nennt er Dorit eine fette Kuh. Dorit geht dies so nahe, dass sie sich aus dem Fenster der vierten Etage stürzt und stirbt. Später findet Terkel Morddrohungen auf seiner Schulbank und an seiner Zimmerdecke, auf einem Stein, welcher durch sein Fenster geworfen wurde, sowie in seinem Notizheft… Seine Eltern sind ihm dabei keine Hilfe – seine Mutter erzählt ihm nur von den Krankheiten, die er sich einfangen kann und der Wortschatz seines Vaters beschränkt sich auf das Wort „Nein“.
Gunnar organisiert eine Klassenfahrt um den schwarzgescheckten Salamander, der im Wald vor der Stadt entdeckt wurde, zu beobachten, aber Terkel will nicht mitgehen. Er bittet seine Eltern zuhause bleiben zu dürfen, was sie ihm jedoch nicht erlauben. Auf der Busfahrt will sich Terkel neben seinen besten Freund Jason setzen, doch als ihn Sten und Saki fragen, ob er sich zu ihnen setzen möchte, tut er dies, was Jason verärgert. Im Wald fragen Sten und Saki ihn erneut, ob er mit bei ihnen im Zelt schlafen möchte, was er ebenfalls tut. Er bekommt einen kleinen Schock, als Saki später mit einem blauen Auge zum Zelt zurückkehrt und erzählt, dass Jason ihn schlug. Terkel glaubt, dass Jason sich von ihm abwendet, als Sten ihm erzählt, dass Dorit Jasons Schwester war. Terkel bekommt große Angst und denkt, dass alle Morddrohungen von Jason kamen, weil er seine Schwester in den Selbstmord trieb. Als sie ins Bett gehen, findet Terkel eine tote Katze in seinem Schlafsack und bekommt kurz darauf eine SMS von Jasons Handy, welche besagt „Ich mach dich kalt.“ Sten und Saki raten Terkel Gunnar davon zu erzählen, was er auch tut. Zur Sicherheit vor Jason möchte Terkel, dass Gunnar mit ihm in den Wald kommt, wo er ihm alles erzählt. Daraufhin beschließt er Jason anzurufen und alles mit ihm zu klären. Gunnar protestiert, aber da klingelt Jasons Handy, das sich in Gunnars Tasche befindet. In diesem Moment begreift Terkel, dass alle Morddrohungen von Gunnar kamen, der die Spinne, auf die sich Terkel gesetzt hat, rächen will. Terkel flieht und rennt um sein Leben in den Wald. Gunnar findet Terkel und will ihn erwürgen, doch im letzten Moment wird er von Jason gerettet, der Gunnar mit seinem Eisenrohr außer Gefecht setzt.

## Trivia
Alle Figuren der deutschen Version des Filmes wurden von Bela B synchronisiert und die Lieder wurden von ihm neu eingesungen.
Terkels Vater liest immer dieselbe Zeitung. Übersetzt lautet ihr Titel „Extra Hass“ mit dem Motto „Urteile wo andere zweifeln“, eine Anspielung auf die dänische Zeitung „Ekstra Bladet“ mit dem Motto „Meinungen wo andere schweigen“. Die Artikel auf der Titelseite sind „Cowboy angeklagt: Hat einen schlechten Sinn für Humor und riecht wie Kuh“, „Psychopath auf freiem Fuß: Verkleidete sich als Wachhund und spielte tot“ und „Kotz dich schlank“. Die Artikel auf den Innenseiten der Zeitung sind „Polizei schnappt jungen Messerstecher“ und „El Gigante bekämpft Zwerg“.

## Auszeichnungen und Nominierungen
Beim Robert Preis 2005 wurde Terkel in einer Reihe von Kategorien nominiert und gewann in den Kategorien Musik des Jahres, Kinder- und Familienfilm des Jahres, Ton des Jahres, Lied des Jahres und den Publikumspreis. Es wurde auch für den Bodil Prisen für den besten dänischen Film im Jahr 2005 nominiert.

## Kinoerfolg
Der Film wurde 2004 von über 375.000 Menschen gesehen und war damit der siebtbeste Film in Dänemark in diesem Jahr und der viertbeste dänische Film.

## Kritiken
„Nach einer erfolgreichen dänischen Hörfunkserie gefertigter Animationsfilm, der sein Potenzial nicht dazu nutzt, um scheinheilige Vorbilder zu entlarven, sondern sich lediglich in billig-brutalen Scherzen ergeht. Auch handwerklich und in der Gestaltung der Charaktere enttäuschend.“